# 포화잠수

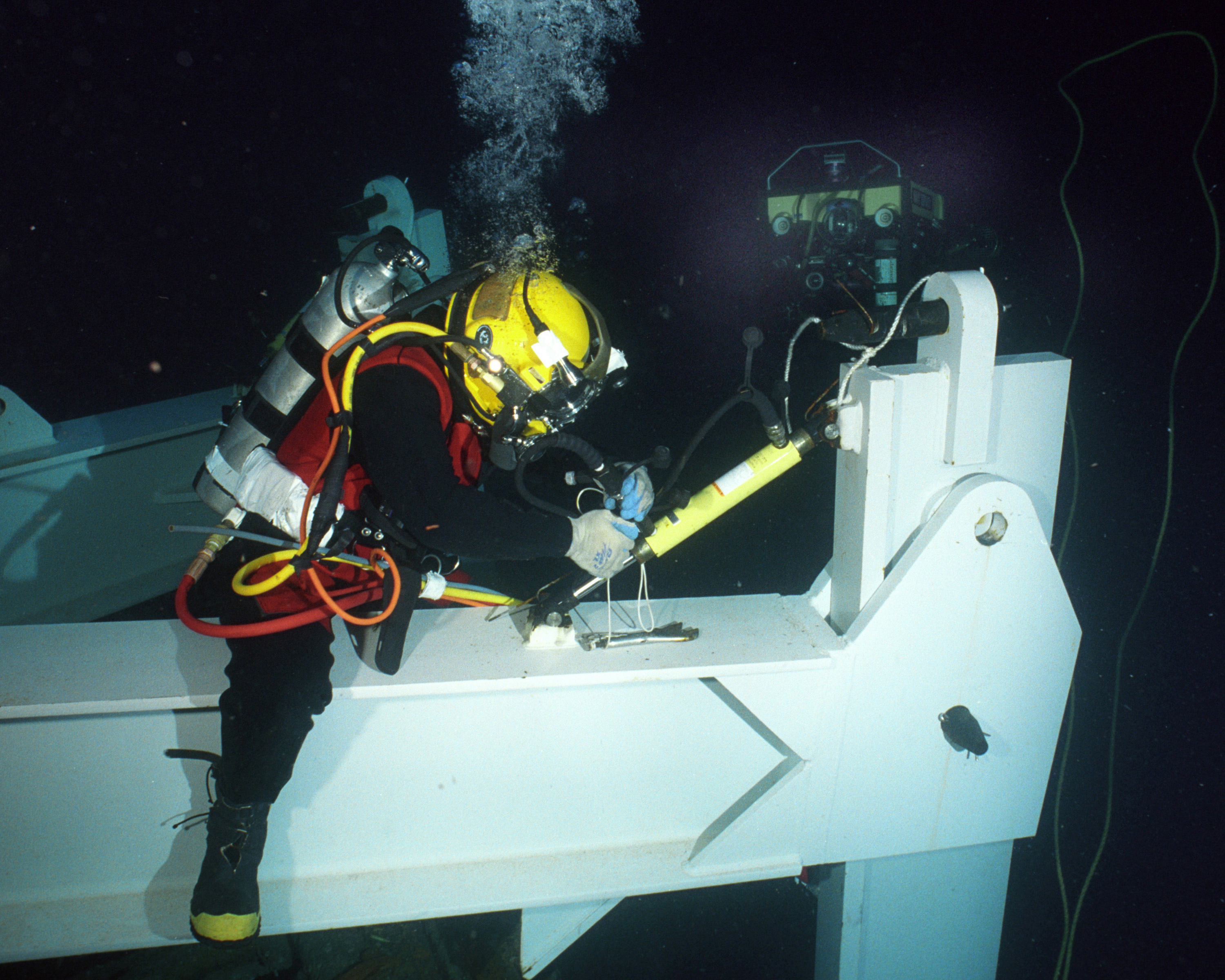

포화잠수(飽和潛水, 영어: saturation diving)는 심해의 수압에 몸을 맡기면서, 초대형 깊이의 잠수를 실현하기 위한 기술이다. 이에 따라 100m 이상의 깊이에서도 안전하게 장시간 활동을 할 수 있게 되어, 잠수병의 위험이 줄었다. 예를 들어서 산소이외의 공기 성분으로 질소 대신 헬륨을 포함한 공기병을 이용해 호흡하는 기술이 있다.

## 같이 보기
- 직업잠수(en:Professional diving, commercial/industrial diving)
- 다이빙벨